# 아오야마 고지
아오야마 고지(일본어: 青山 浩二, 1983년 8월 12일 ~ )는 일본의 프로 야구 선수이며, 현재 퍼시픽 리그인 도호쿠 라쿠텐 골든이글스의 소속 선수(투수)이다.

## 인물

### 프로 입단 전
초등학교와 중학교 시절에는 주로 외야수를 맡았고 하코다테 공업고등학교 시절부터는 투수로 전향했다. 고교 3학년 때 여름에 열린 남홋카이도 대회에서 팀을 4강으로 이끌었다.
고교 졸업 후 하치노헤 대학에 진학하면서 대학 통산 20승 무패라는 성적을 기록했는데 2005년 메이지 진구 야구 대회 대표 결정전에서는 에이스이자 동기로 입단했었던 마쓰자키 신고(당시 도호쿠 복지대학의 좌완 에이스)와 투수전을 펼쳐, 연장 10회말에 도호쿠 복지대학이 승리했다. 2005년 프로 야구 대학생·사회인 드래프트 회의에서 도호쿠 라쿠텐 골든이글스로부터 3순위 지명을 받고 입단했다.

### 프로 입단 후

#### 2006년
신인으로서 시즌 개막을 1군에서 맞이하여 주로 중간 계투로서 활약했고 선발 투수가 빨리 강판된 경기에서는 롱릴리프도 맡았다. 교류전이 종료된 시점에서 팀내 1위가 되는 34경기에 등판했고 5월 31일의 한신 타이거스전에서 프로 데뷔 후 처음으로 승리 투수가 되었다. 점수가 리드된 상황에서 8회말 투 아웃 상황에 등판해 4개의 공을 던지지는 않았지만 9회에 라쿠텐이 역전하여 승리투수가 되었다. 그 후에는 극심한 부진에 시달리며 8월 상순에 2군으로 떨어졌고 9월 하순에는 다시 1군에 합류하는 등 최종전에서 중간 계투로 등판했다.
11월 1일, 센다이 시내의 병원에서 추계 캠프 연습 도중에 부상당했던 오른쪽 무릎 수술을 받았다.

#### 2007년
개막 로테이션에 합류하면서 개막 2경기째에 선발 등판해 세이부 라이온스의 타선을 6이닝 1실점으로 호투해 선발로서의 첫 승리를 거뒀고 당시 노무라 가쓰야 감독으로부터 “올해는 아오야마가 에이스”라고 말할 정도의 극찬을 받았다. 5월 13일의 오릭스 버펄로스전에서는 첫 완투, 첫 완봉, 첫 무볼넷 경기를 기록했지만 그 이후에는 4연패를 당하면서 중간 계투로 보직이 변경되었다. 7월 하순에는 2군으로 떨어졌고 9월 하순에는 다시 1군에 합류했다.

#### 2008년
지난 시즌의 구원 투수였던 고야마 신이치로가 출발이 늦어지면서 개막 이후부터 구원 투수를 맡은 도밍고 구스만이 연속으로 구원에 실패한 것에 의해서 구원 투수에 발탁되었고 3월 30일의 홋카이도 닛폰햄 파이터스전에서 데뷔 첫 세이브를 올렸다. 그러나 구원으로서는 4세이브에 불과해 다시 중간 계투로 격하되었고 시즌 종반에 선발로 복귀했다.

#### 2009년
부상에 의해 시즌 준비가 늦어졌고 라쿠텐으로서는 사상 최초로 클라이맥스 시리즈 진출을 결정짓는 10월 3일의 세이부전(K스타 미야기)에서 선발 등판해 3개의 홈런을 허용했는데도 타선의 지원에 의해 9이닝 5실점을 기록하면서 완투 승리를 거뒀다. 또 그 해 7월에는 고교 시절 동창생이었던 여성과 결혼했다.

#### 2010년
3월 31일 지바 롯데 마린스전에서 선발 등판했지만 왼쪽 옆구리에 통증을 일으키면서 2개의 공만 던지며 강판당했다. 선발 투수가 2개의 공만 던지면서 그대로 강판된 사례는 라쿠텐 구단의 최단 기록이 되었다 1군에 복귀한 이후에는 중간 계투로 투입되어 안정감이 있는 투구가 계속되는 등 팀의 셋업맨으로 정착해 가타야마 히로시, 고야마 신이치로와의 일명 ‘스리 마운텐즈’라는 계투진을 형성하였다. 그 해에는 41경기에 등판해 개인 최다의 5승, 팀내 최다인 홀드 20포인트, 평균자책점 1.72를 기록하며 개인 최고 성적을 남겼다.

#### 2011년
개막 초에는 선발로, 개막 경기에도 선발 등판했지만 뚜렷한 결과를 남기지 못한 채 중간 계투로 다시 돌아왔다. 2군에서도 경험하는 등 작년 시즌 정도의 안정감은 찾아볼 수 없었지만 51경기에 등판해 3승 4패 2세이브, 팀내 1위인 홀드 26포인트와 평균자책점 2.79를 기록했다.

## 상세 정보

### 출신 학교
- 홋카이도 하코다테 공업고등학교
- 하치노헤 대학

### 선수 경력
- 도호쿠 라쿠텐 골든이글스(2006년 ~ )

### 수상·타이틀 경력
- 월간 MVP : 1회(2012년 5월)

### 개인 기록

#### 첫 기록
- 첫 등판 : 2006년 3월 25일, 대 홋카이도 닛폰햄 파이터스 1차전(삿포로 돔), 7회말에 2번째 투수로서 구원 등판·마무리, 2이닝 무실점
- 첫 탈삼진 : 상동, 7회말에 호세 마시아스로부터
- 첫 홀드 : 2006년 4월 27일, 대 후쿠오카 소프트뱅크 호크스 6차전(후쿠오카 Yahoo! JAPAN 돔), 6회말 2사에 2번째 투수로서 구원 등판, 1/3이닝 1실점
- 첫 선발 : 2006년 5월 7일, 대 홋카이도 닛폰햄 파이터스 7차전(풀캐스트 스타디움 미야기), 4와 1/3이닝 4실점에서 패전 투수
- 첫 승리 : 2006년 5월 31일, 대 한신 타이거스 2차전(한신 고시엔 구장), 8회말 2사에 4번째 투수로서 구원 등판, 1/3이닝 무실점
- 첫 선발 승리 : 2007년 3월 25일, 대 세이부 라이온스 2차전(굿윌 돔), 6이닝 1실점
- 첫 완투 승리·첫 완봉 승리 : 2007년 5월 13일, 대 오릭스 버펄로스 8차전(교세라 돔 오사카), 4피안타 무볼넷
- 첫 세이브 : 2008년 3월 30일, 대 홋카이도 닛폰햄 파이터스 2차전(클리넥스 스타디움 미야기), 8회초 1사에 3번째 투수로서 구원 등판·마무리, 1과 2/3이닝 무실점

#### 기록 달성 경력
- 통산 100홀드 : 2015년 9월 14일, 대 사이타마 세이부 라이온스 23차전(코보스타 미야기), 8회초 2번째 투수로서 구원 등판, 1이닝 무실점

#### 기타
- 6경기 연속 세이브(일본 기록 타이) : 2012년 5월 9일, 대 사이타마 세이부 라이온스 6차전(클리넥스 스타디움 미야기) ~ 같은 해 5월 16일 대 히로시마 도요 카프 1차전(MAZDA Zoom-Zoom 스타디움 히로시마) 까지의 6경기, ※일본 기록 타이, 역대 4번째
- 올스타전 출장 : 2회(2012년, 2013년)

### 등번호
- 41(2006년 ~ )

### 연도별 투수 성적
| 연 도       | 소 속       | 등 판 | 선 발 | 완 투 | 완 봉 | 무 4 구 | 승 리 | 패 전 | 세 이 브 | 홀 드 | 승 률 | 타 자 | 이 닝 | 피 안 타 | 피 홈 런 | 볼 넷 | 고 4 | 몸 맞 | 탈 삼 진 | 폭 투 | 보 크 | 실 점 | 자 책 점 | 평 자 책 | W H I P |
| ----------- | ----------- | ----- | ----- | ----- | ----- | ------- | ----- | ----- | -------- | ----- | ----- | ----- | ----- | -------- | -------- | ----- | ---- | ----- | -------- | ----- | ----- | ----- | -------- | -------- | ------- |
| 2006년      | 라쿠텐      | 42    | 2     | 0     | 0     | 0       | 1     | 3     | 0        | 4     | .250  | 305   | 65.2  | 90       | 6        | 18    | 1    | 3     | 46       | 6     | 0     | 48    | 43       | 5.89     | 1.64    |
| 2007년      | 라쿠텐      | 26    | 12    | 1     | 1     | 1       | 4     | 8     | 0        | 0     | .333  | 385   | 84.2  | 101      | 10       | 33    | 0    | 4     | 62       | 1     | 0     | 54    | 44       | 4.68     | 1.59    |
| 2008년      | 라쿠텐      | 41    | 6     | 0     | 0     | 0       | 3     | 8     | 4        | 5     | .273  | 348   | 78.2  | 86       | 8        | 26    | 0    | 4     | 61       | 3     | 0     | 39    | 34       | 3.89     | 1.42    |
| 2009년      | 라쿠텐      | 28    | 6     | 1     | 0     | 0       | 3     | 5     | 5        | 2     | .375  | 281   | 62.1  | 70       | 10       | 25    | 1    | 4     | 53       | 1     | 0     | 43    | 38       | 5.49     | 1.52    |
| 2010년      | 라쿠텐      | 41    | 1     | 0     | 0     | 0       | 5     | 1     | 1        | 15    | .833  | 217   | 52.1  | 48       | 2        | 14    | 0    | 0     | 63       | 1     | 0     | 13    | 10       | 1.72     | 1.19    |
| 2011년      | 라쿠텐      | 51    | 2     | 0     | 0     | 0       | 3     | 4     | 2        | 23    | .429  | 290   | 71.0  | 58       | 4        | 23    | 2    | 3     | 64       | 3     | 0     | 23    | 22       | 2.79     | 1.14    |
| 2012년      | 라쿠텐      | 61    | 0     | 0     | 0     | 0       | 5     | 4     | 22       | 2     | .556  | 260   | 64.2  | 48       | 2        | 19    | 0    | 4     | 54       | 1     | 0     | 18    | 18       | 2.51     | 1.04    |
| 2013년      | 라쿠텐      | 60    | 0     | 0     | 0     | 0       | 3     | 5     | 11       | 17    | .375  | 263   | 60.1  | 61       | 6        | 20    | 2    | 1     | 60       | 3     | 0     | 24    | 23       | 3.43     | 1.34    |
| 2014년      | 라쿠텐      | 22    | 6     | 0     | 0     | 0       | 1     | 4     | 0        | 1     | .200  | 230   | 52.2  | 52       | 6        | 20    | 0    | 2     | 49       | 3     | 0     | 30    | 26       | 4.44     | 1.37    |
| 2015년      | 라쿠텐      | 61    | 0     | 0     | 0     | 0       | 4     | 5     | 0        | 31    | .444  | 223   | 57.2  | 37       | 3        | 18    | 1    | 1     | 58       | 2     | 0     | 18    | 18       | 2.81     | 0.95    |
| 통산 : 10년 | 통산 : 10년 | 433   | 35    | 2     | 1     | 1       | 32    | 47    | 45       | 100   | .405  | 2802  | 650.0 | 651      | 57       | 216   | 1    | 26    | 570      | 24    | 0     | 310   | 276      | 3.82     | 1.33    |

- 2015년 시즌 종료 기준.